# Joseph Emanuel von Ortlieb
Joseph Emanuel von Ortlieb (* 1754; † 1823) war von 1804 bis 1819 Stadtschultheiß der Reichsstadt Ravensburg.

## Leben
Joseph Emanuel von Ortlieb stammte aus dem Patriziergeschlecht Ortlieb, das seit dem 14. Jahrhundert als Ravensburger Bürger verzeichnet war.
Er war seit 1782 Mitglied der adligen „Gesellschaft zum Esel“. Von 1788 bis 1804 war er Stadtammann und von 1804 bis 1819 der letzte patrizische Stadtschultheiß (Bürgermeister) von Ravensburg. Der katholische Joseph Emanuel von Ortlieb wechselte monatlich die Amtsführung mit dem bürgerlichen, evangelischen Stadtschultheißen Johann Jakob Merkel. 1817 wurde im Zuge der von König Wilhelm I. geförderten bürgerlichen Selbstverwaltung ein Gremium von 12 Gemeindedeputierten gewählt; darunter kein Adliger mehr. Als Stadtvorstand fungierte Joseph Emanuel von Ortlieb des organischen Edikts vom 31. Dezember 1818 wegen jedoch noch bis 1819.